# Battaglia Terme
Battaglia Terme es una comuna de 4.097 habitantes de la provincia de Padua.

## Geografía
Está situada al sur de Padua, en la extremidad oriental de las Colinas Euganeas y la llanura del Véneto. Recientemente ha sido denominada como la puerta al parque de las Colinas Euganeas. Sobre su territorio se alzan algunas colinas importantes, entre ellas la más alta es el monte Ceva de 256 metros que tiene una forma característica al formar un arco denominado "hierro de caballo". Otro punto importante es la colina de Santa Elena en donde se pueden encontrar cuevas naturales en las cuales hay aguas termales.

## Evolución demográfica
| Gráfica de evolución demográfica de Battaglia Terme entre 1861 y 2001 |
|                                                                       |
| Fuente ISTAT - elaboración gráfica de Wikipedia                       |